# Leptosynapta galliennii
Leptosynapta galliennii is een zeekomkommer uit de familie Synaptidae.
De wetenschappelijke naam van de soort werd in 1865 gepubliceerd door William Bird Herapath.